# Cuttino Mobley
Cuttino Rashawn Mobley (Filadelfia, Pensilvania; 1 de septiembre de 1975) es un exjugador de baloncesto estadounidense que disputó 10 temporadas en la NBA. Con 1,93 metros de altura, jugaba en la posición de escolta.

## Carrera

### Instituto
Mobley asistió a la escuela Incarnation of Our Lord en la sección de Olney en Filadelfia. Tras graduarse, acudió al Instituto Cardinal Dougherty y al Maine Central Institute.

### Universidad
Tras dejar el instituto, fue a la Universidad de Rhode Island, donde lideró a los Rams a aparecer en el torneo de la NCAA en 1998, llegando hasta la Elite Eight (final regional).

### NBA
Fue seleccionado por Houston Rockets en el puesto 41 de la segunda ronda del Draft de la NBA de 1998, jugando en el conjunto texano durante seis años antes de ser traspasado junto con Steve Francis y Kelvin Cato a Orlando Magic a cambio de Tracy McGrady en 2004. Tras jugar 23 partidos con los Magic, fue enviado a Sacramento Kings por Doug Christie. En la temporada 2004-05, finalizó tercero en el ranking de porcentaje de tiros de tres.
En julio de 2005, firmó un contrato de cinco años y 42 millones de dólares con Los Angeles Clippers. Mobley, junto con Sam Cassell y Elton Brand, lideró el camino hacia playoffs a los Clippers en la temporada 2005-06, promediando 14.8 puntos y 4.3 rebotes en su primera campaña en el equipo.
El 21 de noviembre de 2008 fue traspasado a New York Knicks junto con Tim Thomas a cambio de Zach Randolph y Mardy Collins.
El 10 de diciembre de 2008 anunció su retirada a los 33 años de edad debido a problemas cardíacos detectados tras su fichaje por los Knicks, donde no pudo debutar. En sus 10 temporadas como profesional promedió 16 puntos y 2.7 asistencias por partido.

## Estadísticas de su carrera en la NBA

### Temporada regular
| Año     | Equipo        | PJ  | PT  | MPP  | %TC  | %3P  | %TL  | RPP | APP | ROB | TPP | PPP  |
| ------- | ------------- | --- | --- | ---- | ---- | ---- | ---- | --- | --- | --- | --- | ---- |
| 1998–99 | Houston       | 49  | 37  | 29.7 | .425 | .358 | .818 | 2.3 | 2.5 | .9  | .5  | 9.9  |
| 1999–00 | Houston       | 81  | 8   | 30.8 | .430 | .356 | .847 | 3.6 | 2.6 | 1.1 | .4  | 15.8 |
| 2000–01 | Houston       | 79  | 49  | 38.0 | .434 | .357 | .831 | 5.0 | 2.5 | 1.1 | .3  | 19.5 |
| 2001–02 | Houston       | 74  | 74  | 42.1 | .438 | .395 | .850 | 4.1 | 2.5 | 1.5 | .5  | 21.7 |
| 2002–03 | Houston       | 73  | 73  | 41.7 | .434 | .352 | .858 | 4.2 | 2.8 | 1.3 | .5  | 17.5 |
| 2003–04 | Houston       | 80  | 80  | 40.4 | .426 | .390 | .811 | 4.5 | 3.2 | 1.3 | .4  | 15.8 |
| 2004–05 | Orlando       | 23  | 21  | 31.6 | .432 | .464 | .797 | 2.7 | 1.8 | 1.0 | .4  | 16.0 |
| 2004–05 | Sacramento    | 43  | 43  | 38.7 | .440 | .424 | .831 | 3.9 | 3.4 | 1.2 | .5  | 17.8 |
| 2005–06 | L.A. Clippers | 79  | 74  | 37.7 | .426 | .339 | .839 | 4.3 | 3.0 | 1.2 | .5  | 14.8 |
| 2006–07 | L.A. Clippers | 78  | 73  | 36.4 | .440 | .411 | .837 | 3.4 | 2.5 | 1.2 | .3  | 13.8 |
| 2007–08 | L.A. Clippers | 77  | 38  | 35.1 | .433 | .349 | .819 | 3.6 | 2.6 | 1.0 | .4  | 12.8 |
| 2008-09 | L.A. Clippers | 11  | 11  | 33.2 | .432 | .343 | .722 | 2.6 | 1.1 | 1.4 | .2  | 13.7 |
| Total   | Total         | 747 | 581 | 37.0 | .433 | .378 | .835 | 3.9 | 2.7 | 1.2 | .4  | 16.0 |

### Playoffs
| Año     | Equipo      | PJ | PT | MPP  | %TC  | %3P  | %TL  | RPP | APP | ROB | TPP | PPP  |
| ------- | ----------- | -- | -- | ---- | ---- | ---- | ---- | --- | --- | --- | --- | ---- |
| 1998–99 | Houston     | 4  | 4  | 23.5 | .467 | .571 | .909 | 1.0 | 2.8 | .5  | .0  | 7.0  |
| 2003–04 | Houston     | 5  | 5  | 42.0 | .387 | .286 | .800 | 4.8 | 2.8 | .6  | .6  | 14.4 |
| 2004–05 | Sacramento  | 5  | 5  | 31.8 | .443 | .280 | .714 | 2.8 | 1.8 | 1.2 | .4  | 14.8 |
| 2005–06 | Los Angeles | 12 | 12 | 39.4 | .427 | .367 | .897 | 4.8 | 2.0 | .7  | .2  | 13.3 |
| Total   | Total       | 26 | 26 | 36.0 | .422 | .337 | .860 | 3.8 | 2.2 | .7  | .3  | 12.8 |